# Maragogipe
Maragogipe ou Maragojipe é um município do estado da Bahia,que se localiza no Recôncavo Baiano, no Brasil. Sua população estimada em 2024 era de 37 225 habitantes, segundo o IBGE.

## Etimologia
O nome do município é antigo, remontando aos primórdios da colonização lusitana. Para Eduardo Navarro, provém do tupi antigo maragûaó + îy + -pe, significando "no rio dos maracajás, nome de um animal felídeo.

## História
Na década de 1520, a região de Maragogipe era habitada por índios da tribo Aimoré, os quais ocupavam predominantemente a margem direita do rio Paraguaçu (chamado na época de Peroaçu). A riqueza natural do lugar chamou a atenção de exploradores portugueses que acabaram por se fixar ali, os quais deram início à colonização da região. O que antes era a sesmaria de Paraguaçu se tornou uma capitania, no ano de 1565, sob aprovação do Cardeal Regente Dom Henrique.
No ano de 1640, passou a existir a Freguesia de São Bartolomeu de Maragogipe, sendo assim denominada até o ano de 1724, quando recebeu a categoria de vila pelo Conde de Sabugosa, quarto Vice-Rei do Brasil. 2 distritos são constituídos em Maragogipe após sua elevação à categoria de vila, em 1728: Maragogipe e São Felipe. Ao ser elevada a cidade, em 1850, a Vila de Maragogipe recebeu o nome de "Patriota Cidade", enquanto que São Felipe se tornou vila no ano de 1880. No mesmo ano, são criados os distritos de Caveiras (29-05-1880) e Nagé (13-08-1880), e são anexados à cidade de Maragogipe. 
Em vista da data em que se tornou oficialmente uma cidade, seu aniversário é comemorado no dia 08 de maio.

## Distritos
Em 1911, o município possuía 5 distritos: Maragogipe, Nagé, Coqueiros, Caveiras e Santo Antônio de Capanema. No quadro do Recenseamento Geral de 1920, aparece formado pelos Distritos de Maragogipe, Nagé, Coqueiros, Caveira e Capanema.
Na divisão administrativa de 1933, o município figura formado pelos distritos de Maragogipe, Nagé, Santo Antônio de Capanema, São Roque do Paraguaçu (criado pela Lei Provincial nº 2.179, de 20 de Junho de 1881 e confirmado pelo Decreto Estadual nº 8.311, de 15 de fevereiro de 1933), Caveiras e Coqueiros, este último criado pela Lei Estadual nº 1.922, de 13 de agosto de 1926.
Nas divisões territoriais seguintes continua a mesma composição, ocorrendo apenas em 1938 a modificação do nome do Distrito de Santo Antônio de Capanema para Capanema. Pelo Decreto Estadual nº 11.089, de 30 de novembro de 1938, o Município é composto dos Distritos de Maragogipe, Capanema, Coqueiros, Guapira (ex-Caveiras), Nagé e São Roque (ex-São Roque do Paraguaçu). Essa mesma formação aparece nos quadros seguintes, notando-se porém, que o Distrito de São Roque aparece com o antigo nome de São Roque do Paraguaçu e o de Capanema teve o nome mudado para Guaí no quadro da divisão territorial de 1944.
Sua composição administrativa de acordo com a Lei nº 628 de 30 de dezembro de 1953, em vigor, é de seis Distritos: Maragogipe, Coqueiros, Guaí, Guapira, Nagé e São Roque do Paraguaçu.

## Geografia
Maragogipe é um município do estado da Bahia localizada a cerca de 133 quilômetros de Salvador. Sua população é estimada em 45 740 habitantes. O município de Maragogipe é bastante rico no que diz respeito aos recursos naturais, apresentando um ótimo potencial para o desenvolvimento de atividades ligadas ao turismo ecológico, rural e, principalmente, ao turismo náutico, incluindo a pesca desportiva.

## Festas
O município possui festas tradicionais, como o carnaval de Maragogipe (considerado Patrimônio Imaterial da Bahia pelo Instituto do Patrimônio Artístico e Cultural do Estado em 2009),  os festejos dos padroeiros da cidade e dos distritos. No mês de agosto, a Festa de São Bartolomeu é celebrada com procissões, lavagem da igreja, missas, shows, lavagem popular, além do bando anunciador, trazendo à tona a divisão do religioso e do profano.

## Turismo
A arquitetura do município de Maragogipe é relacionada à época colonial, tendo como algumas de suas edificações mais antigas a Matriz de São Bartolomeu, a Câmara de Vereadores, a Casa de Câmara e Cadeia e o Fórum.
Maragogipe possui atrativos que levam ao turismo náutico, rural e ecológico, devido às suas paisagens e recursos naturais. oferece passeios náuticos e ótimas condições para a  pesca (encontro dos rios Guaí e Paraguaçu.